# Pierre Bitoun
Pour les articles homonymes, voir Bitoun.
Pierre Bitoun est un sociologue français né en 1955.

## Biographie
Pierre Bitoun est ingénieur de recherche à l’Institut national de la recherche agronomique (INRA) ; il est l'auteur d'ouvrages dans diverses disciplines : histoire, sociologie, science politique, littérature.
Membre du Parti de gauche, il est candidat aux élections municipales de 2014 à Tours dans une liste d'union de la gauche radicale. Pour les élections municipales de 2020 à Tours, il figure sur la liste « C’est au Tour(s) du Peuple », toujours menée par Claude Bourdin, militant dissident de La France insoumise, avec le soutien du Nouveau Parti anticapitaliste.

## Publications
Dans l'ordre chronologique :
- Les Hommes d'Uriage, La Découverte, 1988
- Les Champs du départ. Une France rurale sans paysans ?, La Découverte, 1989, avec Pierre Alphandéry et Yves Dupont
- L'Équivoque écologique, 1991, La Découverte, avec Pierre Alphandéry et Yves Dupont[4]
- La Facture. Le train de vie de l'État et des élus, Albin Michel, 1993
- Le Ras-le-bol des administrés, Calmann-Lévy, 1994 avec Jean-Claude Delarue
- Voyage au pays de la démocratie moribonde. Et si nos élus ne représentaient plus qu'eux-mêmes ?, Albin Michel, 1995
- Les Cumulards, Stock, 1998
- Paris-parjure (Roman), Atelier de presse, 2000
- Éloge des fonctionnaires : pour en finir avec le grand matraquage., Calmann-Lévy, 2001  (ISBN 2-7021-3143-3)
- Campagnes d'enfance, Éditions Cénomane, 2005
- Demain la démocratie..., Atelier de presse, 2007
- Dictionnaire du pire président de la République que la France ait jamais connu (Pamphlet), auto-édition internet, avec Yves Poupeau, 2011[5]
- Le Sacrifice des paysans : une catastrophe sociale et anthropologique, avec Yves Dupont, L'échappée, 2016  (ISBN 978-2-3730901-3-0)[6]